# Право и справедливость

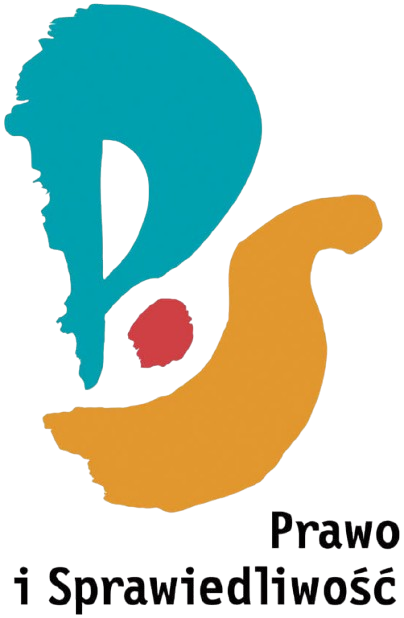
Эмблема партии с 2001 по 2005 год

«Право и справедливость» (пол. Prawo i Sprawiedliwość; также «Закон и справедливость») — консервативная политическая партия Польши.

## Политическая позиция

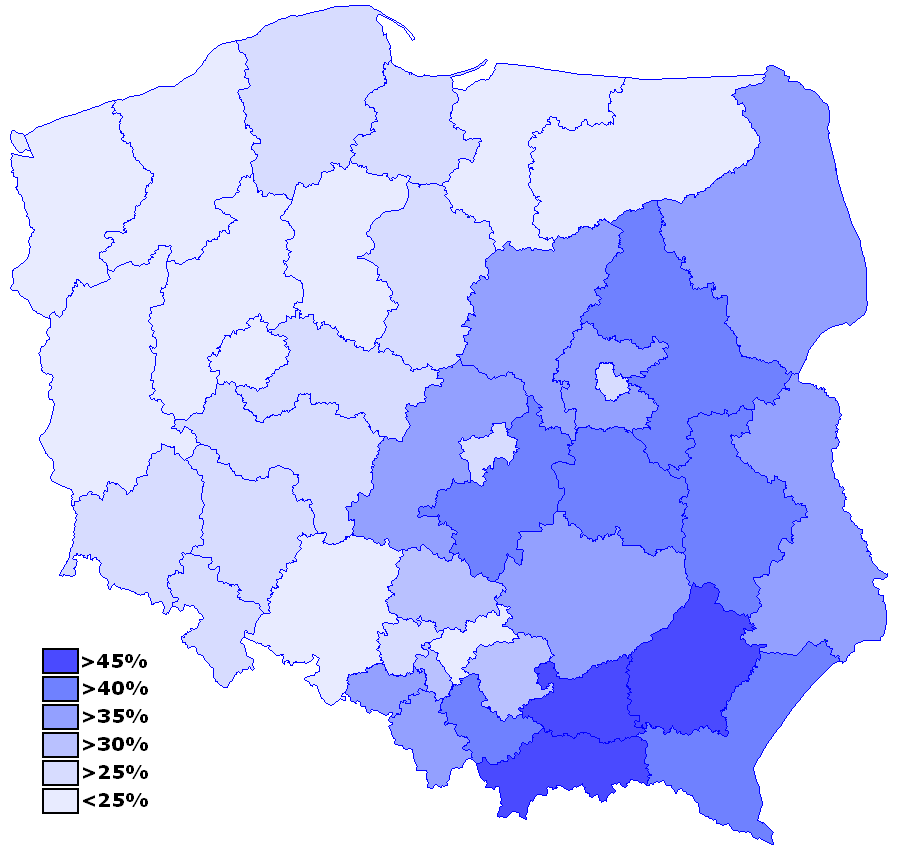
Результаты партии «Право и справедливость» на выборах 2007 г. по регионам Польши

Партия придерживается национал-консервативной идеологической ориентации с элементами клерикализма, поддерживает тесные связи с католической церковью и близкими ей организациями (в частности с католической радиостанцией Radio Maryja и телеканалом Trwam).
Приверженцы партии «Право и справедливость» выступают за уменьшение налогового бремени, более либеральную экономику и активную государственную политику социальной защиты малоимущих.
Первым председателем «PIS» в 2001 году стал Лех Качиньский. До 2003 года он был главой партии и до 2006 года выполнял функции почётного председателя партии.
«Право и справедливость» победила на выборах в 2005 году, обещая безоговорочную борьбу против коррупции и преступности в Польше, и многие избиратели положительно ценят их жёсткий подход к контролирующей Польшу (с их точки зрения) «могущественной левацкой и либеральной элите». Более того, они обещали свергнуть так называемый «сговор» (układ) бывших сотрудников спецслужб, коррумпированных бизнесменов и политических лоббистов, которые, по их мнению, правили Польшей с 1989 года.
Как следствие, ПС желало построить так называемую Четвёртую Речь Посполитую (IV RP) и отмежеваться от Третьей Речи Посполитой, как неофициально называется Польша после 1989 г. Четвёртая РП в понимании «Права и справедливости» символизировала радикальные изменения по отношению к оценке прошлого (законы о люстрации в сочетании с антироссийской риторикой), приватизации, внутренней политике и массовой коррупции, якобы разрушающей сущность польского общества. С точки зрения критиков, одной из значительных составляющих идеи Четвёртой РП была попытка построить нелиберальную демократию (не так, как у свободного мира, где там диктатура и тоталитаризм), прежде всего ограничив ряд свобод. Негативное отношение к гомосексуалам — одна из черт этой политической концепции. Имели место также случаи арестов под объективами телекамер, нарушения высшими должностными лицами принципа презумпции невиновности, притязаний на независимость судебной власти, включая сам Конституционный трибунал.
«Центральное антикоррупционное бюро», созданное во время правительства ПС, пользуется высоким рейтингом, в том числе и у оппонентов: в ноябре 2007 г. около 41 % опрошенных высказались за его реформу, но не более 10 % — за ликвидацию. Однако часть критиков считает его средством сведения счётов для правящей партии, а не реальным антикоррупционным механизмом.
9 августа 2022 года генеральный секретарь Кшиштоф Соболевский заявил, что, если Еврокомиссия не выделит 35 млрд евро из средств на борьбу с пандемией, Варшава подаст в суд на Брюссель, наложит вето на инициативы ЕС и создаст альянс для увольнения Урсулы фон дер Ляйен. Польское правительство в прошлом месяце закрыло дисциплинарную палату для судей, которая вызывала претензии ЕС. Позже появилась информация, что палата будет заменена новым органом, который также может расцениваться ЕС как политически контролируемый. На фоне этого, Фон дер Ляйен объявила, что Польша ещё не добилась достаточного прогресса, чтобы оправдать выделение первого транша средств.

## Выборы 2005 года
Благодаря успешной агитационной кампании на состоявшихся выборах в парламент страны 25 октября 2005 года в Польше партия «Право и справедливость» одержала победу: за «Право и справедливость» отдали свои голоса более 27 % избирателей.
По сложившейся традиции, кандидатуру на пост главы правительства предлагает партия, набравшая большее количество голосов. Лидер партии Ярослав Качиньский после победы на всеобщих выборах 2005 г. возглавить правительство отказался, чтобы не путать карты своему брату-близнецу Леху, недавно избранному президентом Польши. На пост главы правительства был выдвинут Казимеж Марцинкевич, координатор подготовки программы партии.
31 октября 2005 было приведено к присяге однопартийное правительство меньшинства во главе с Марцинкевичем. Переговоры о создании правоцентристской коалиции с «Гражданской платформой» провалились, поскольку существовали разногласия кадрового («Гражданская платформа» настаивала на том, чтобы премьер-министром стал Ярослав Качиньский), и личного характера (основные политики двух партий явно недолюбливают друг друга). Кроме того, о ряде предвыборных обещаний «Гражданской Платформы» ещё до выборов нелестно отзывались лидеры «Права и Справедливости», называя например, рекомендации по изменению налогового регулирования «3 по 15 %» популизмом.
Положение правительства во главе с Марцинкевичем было неустойчивым. В апреле 2006 на смену однопартийному правительству меньшинства пришла двухпартийная коалиция: «Право и справедливость» вступило в альянс с левопопулистской партией «Самооборона». В мае к правительственной коалиции присоединилась «Лига польских семей».
В июле 2006 г. ПС образовала правительство большинства в коалиции с  «Самообороной» и «Лигой польских семей». Правительство возглавил брат президента Ярослав Качиньский. Коалиция с «Самообороной» отрицательно сказалась на популярности партии.

## Выборы 2007 года
Осенью 2007 года правящий альянс между «ПС», «Лигой польских семей» и «Самообороной» распался, так как против лидера «Самообороны» Анджея Леппера были выдвинуты обвинения в коррупции и сексуальных домогательствах (они исходили от созданного правящей партией «Центрального антикоррупционного бюро»). Сейм Республики Польша самораспустился, и президент Лех Качиньский назначил досрочные выборы.
Кампания ПС была построена на антикоррупционных лозунгах.
После поражения на выборах от Гражданской платформы 21 октября 2007 года партия «Право и справедливость», набрав 32,11 % голосов и 166 мест в Сейме (а также 39 мест из 100 в Сенате), оказалась в оппозиции (относительной, так как партию поддерживал действовавший президент Лех Качиньский). Правительство возглавил лидер Платформы Дональд Туск. Партнёры ПС по коалиции (Лига польских семей и Самооборона) в Сейм не прошли вообще, не преодолев пятипроцентный барьер.
В конце 2010 года несколько членов партии образовали независимую фракцию «Польша важнее всего», которая в 2011 году была зарегистрирована как самостоятельная партия.

## Президентские выборы 2010 года
Выдвижение кандидатов в президенты для очередных выборов началось ещё до трагедии 10 апреля. В трагедии погиб возможный кандидат в Президенты от «Права и справедливости», действующий президент Лех Качиньский. В связи с его гибелью «Право и справедливость» 26 апреля 2010 года выдвинула кандидатом в президенты брата-близнеца Леха — экс-премьера Польши Ярослава Качиньского. 20 июня 2010 года, по итогам первого тура президентских выборов в Польше, занял второе место с 36,46 % и вышел во второй тур вместе с и. о. президента Польши Брониславом Коморовским, занявшим первое место с 41,54 %. Второй тур президентских выборов проходил 4 июля. Победу во втором туре одержал Бронислав Коморовский (53,01 % избирателей), у Качиньского 46,99 %.

## Выборы 2011 года
Партия вновь не смогла выиграть выборы, получив 29,88 % голосов избирателей (157 мест) в Сейме и 31 место в Сенате из 100. Партия получила большинство голосов в юго-восточных воеводствах Польши, максимальное — в Подкарпатском воеводстве (48,6 % против 23,5 у Гражданской платформы).

## Президентские выборы 2015 года
6 декабря 2014 года  партия  выдвинула своим кандидатом на пост президента Польши Анджея Дуду. 30 марта 2015 года его заявление было зарегистрировано в Национальной избирательной комиссии. На выборах Анджей Дуда также получил поддержку партий «Пяст», «Объединенная Польша», «Лига Защиты Независимости», «Польша Вместе» и профсоюза «Солидарность».
10 мая 2015 года на выборах президента Польши Дуда набрал наибольшее количество голосов (34,76 %) и вышел во второй тур вместе с действующим президентом Польши Брониславом Коморовским. По результатам второго тура выборов, прошедших 24 мая 2015 года, Анджей Дуда избран Президентом Польши, набрав 51,55% голосов избирателей.

## Парламентские выборы 2015 года
В качестве кандидата на пост премьер-министра была выдвинута Беата Шидло. C 11 декабря 2017 г. премьер-министром стал Матеуш Моравецкий.
На выборах в Сейм партия получила 37,6 % голосов и 235 мандатов из 460. Это позволяло ей сформировать однопартийное правительство большинства впервые в посткоммунистической истории страны.
На выборах в Сенат получила 61 место из 100.
Как и в 2005 г., так и в 2015 г. партия победила на выборах с лозунгом перехода к IV Речи Посполитой и проведения в стране моральной революции. По мнению Ярослава Качиньского, одним из самых серьёзных пороков III Речи Посполитой (современная Польша с 1989 г.) было «отделение морали от политики», которое привело к социальному неравенству, коррупции, различным злоупотреблениям в политике и экономике.
Цели, которые поставило перед собой нынешнее «правительство ПиС» достаточно амбициозны: построить благополучную, справедливую, базирующуюся на моральных основах, IV Речь Посполитую. Идеальное польское государство, по мысли идеологов партии, должно окончательно освободиться не только от негативного наследия социалистического прошлого, но и от приобретенных за последние двадцать с лишним лет сомнительных ценностей либерального общества. В своей политической практике партия противопоставляет европейские и польские ценности, основанные на христианских традициях. Для того, чтобы достичь успеха в деле «исправления государства» и общества правительство реализует целый ряд серьёзных реформ в области школьного и высшего образования; в некоторой степени ограничивает свободу СМИ; проводит про польскую культурную и историческую политику. Всё это должно вернуть полякам национальную самобытность и достоинство; научить уважать свою историю и её настоящих, а не навязанных извне, героев; смело и решительно отстаивать свою позицию в Европе и мире. Как показывают социологические опросы, значительная часть польских граждан разделяет идеи ПиС, но не всегда приветствует её методы.
«Реполонизация» местных СМИ изначально была одним из важнейших пунктов политической повестки ЗиС: сразу после прихода к власти в 2015 году правительство консерваторов назначило на общественно-правовой телеканал TVP лояльных к партии редакторов, в декабре 2020 года когда государственная нефтяная компания Orlen выкупила все СМИ у немецкой издательской группы Passau, летом 2021 года партия продвигала закон о наложении ограничений на СМИ с долей неевропейского капитала свыше 49 процентов.

## После 2015
Члены партии в день первого заседания Сейма 8-го и Сената 9-го созывов 12 ноября 2015 года были избраны маршалами обеих палат: Марек Кухцинский и Станислав Карчевский соответственно. На следующий день президент Анджей Дуда назначил Беату Шидло на пост премьер-министра, а 16 ноября 2015 года привел к присяге членов её правительства.
7 декабря 2017 г на заседании Политического комитета партии было принято решение об освобождении Беаты Шидло от должности премьер-министра и выдвижении на пост главы правительства кандидатуры бывшего вице-премьера, министра финансов и развития Матеуша Моравецкого, который был выдвинут на пост премьер-министра днем позже президентом. Правительство Матеуша Моравецкого было приведено к присяге 11 декабря. Помимо смены премьер-министра, единственным изменением по сравнению с предыдущим советом министров во время приведения к присяге было назначение Беаты Шидло вице-премьером. Более обширные изменения в составе правительства были проведены 9 января 2018.
На местных выборах 2018 года партия «Право и Справедливость» получила наибольшее количество голосов на выборах в воеводские сеймики (34,13 %), повятовые советы (30,46 %) и советы гмин за всю историю. Партия получила 254 места из 552 в воеводских сеймиках, выиграв выборы в 9 из 16 воеводств и получив большинство в 6 (в Люблинском, Лодзинском, Малопольском, Подкарпатском, Подляском и Свентокшиском) из них. После выборов ПиС оказалась у власти в 8 воеводских сеймиках, члены партии стали маршалами 7 воеводств.
На выборах в Европарламент 26 мая 2019 ПиС получила 6 192 780 голосов (45,38 %), одержав первую победу на такого рода выборах и получив 26 мест — три из них, однако, отошли к членам партий «Солидарная Польша» и «Согласие», баллотировавшихся по спискам ПиС.
9 августа 2019 года член партии Эльжбета Витек была избрана новым Маршалом Сейма.
На парламентских выборах 2019 года «Право и Справедливость» получила 43,59 % голосов, получив 235 мест в Сейме и 48 мест в Сенате. Коалиция «Права и Справедливости» уже во второй раз получила большинство мест в парламенте.
15 ноября 2019 было приведено к присяге второе правительство Моравецкого, почти полностью состоящее из членов партии.
На президентских выборах 2020 года ПиС поддержала президента Анджея Дуду, который был переизбран, победив Рафала Тшасковского от «Гражданской платформы» во втором туре. В первом туре Дуда получил 43,5 %, а во втором — 51,03 % голосов.
6 октября 2020 года председатель партии Ярослав Качиньский стал заместителем премьер-министра.
25 июня 2021 года в результате ухода троих депутатов из фракции коалиции Объединённых правых в Сейме партия потеряло большинство, которое было восстановлено только 7 июля.
11 августа 2021 года партия «Согласие» перешло в оппозицию к «Праву и Справедливости», из-за чего партия вновь потеряла большинство в парламенте.
22 июня 2022 года партия заключило союз с объединением «Польские дела», имевшего статус депутатской группы. «Право и Справедливость» вновь вернула себе большинство в Сейме.
7 июня 2023 года ЕС объявил, что подает в суд на Польшу из-за закона, который позволяет новому политически назначенному органу запрещать кандидатам баллотироваться на выборах. Согласно позиции правительства Польши, новый закон направлен на борьбу с вмешательством России. По закону, парламент назначает членов комиссии для расследования виновности людей в действиях, осуществлённых под влиянием Кремля. По мнению оппозиции, новый орган может, в том числе наложить запрет кандидатам от оппозиции на занятие государственных должностей на срок до десяти лет. Закон был раскритикован польской оппозицией, международными организациями, а также ЕС и США. Противники закона утверждали, что он может быть использован для отстранения от политики оппозиционных кандидатов, в частности Дональда Туска. Лидер «Права и справедливости» Ярослав Качиньский обвинил Туска в излишне  дружелюбном отношении к Москве и заявил, что комиссия поможет защитить Польшу от вмешательства России во время избирательной кампании. По заявлению Веры Юровой, вице-президента Европейской комиссии по ценностям и прозрачности, они были вынуждены действовать в срочном порядке, потому что этот закон является серьёзным ударом по демократическим процессам и честности выборов.

## Парламентские выборы 2023 года
По результатам парламентских выборов 2023 года «Право и Справедливость» получила 35,38% голосов, в результате чего в сейме у неё оказалось 194 из 460 мест, что недостаточно для формирования правящей коалиции. По состоянию на 19 октября в Верховном суде Польши было зарегистрировано 12 протестов в связи с парламентскими выборами.

## Электоральная история

### Парламентские выборы
| Выборы | Лидер              | Голосов                                                        | %     | Мест в Сейме | Мест в Сенате | Статус        |
| ------ | ------------------ | -------------------------------------------------------------- | ----- | ------------ | ------------- | ------------- |
| 2001   | Лех Качиньский     | 1 236 787                                                      | 9,50  | 44 из 460    | 0 из 100      | Оппозиция     |
| 2005   | Ярослав Качиньский | 3 185 714                                                      | 26,99 | 155 из 460   | 49 из 100     | Правительство |
| 2007   | Ярослав Качиньский | 5 183 477                                                      | 32,11 | 166 из 460   | 39 из 100     | Оппозиция     |
| 2011   | Ярослав Качиньский | 4 295 016                                                      | 29,89 | 157 из 460   | 31 из 100     | Оппозиция     |
| 2015   | Ярослав Качиньский | 4 487 339                                                      | 29,52 | 193 из 460   | 59 из 100     | Правительство |
| 2015   | Ярослав Качиньский | Как часть коалиции «Объединённые правые», получившей 235 мест  |       |              |               |               |
| 2019   | Ярослав Качиньский | 6 516 252                                                      | 35,28 | 187 из 460   | 38 из 100     | Правительство |
| 2019   | Ярослав Качиньский | Как часть коалиции «Объединённые правые», получившей 235 мест  |       |              |               |               |
| 2023   | Ярослав Качиньский | 6 286 250                                                      | 29,11 | 157 из 460   | 29 из 100     | Оппозиция     |
| 2023   | Ярослав Качиньский | Как часть коалиции «Объединённые правые», получившей 194 места |       |              |               |               |

### Выборы в Европейский парламент
| Выборы | Лидер              | Голосов                                                      | %     | Мест     | Фракция |
| ------ | ------------------ | ------------------------------------------------------------ | ----- | -------- | ------- |
| 2004   | Ярослав Качиньский | 771 858                                                      | 24,10 | 7 из 54  | UEN     |
| 2009   | Ярослав Качиньский | 2 017 607                                                    | 27,40 | 15 из 50 | ECR     |
| 2014   | Ярослав Качиньский | 1 760 573                                                    | 26,30 | 15 из 51 | ECR     |
| 2019   | Ярослав Качиньский | 4 775 790                                                    | 34,99 | 21 из 52 | ECR     |
| 2019   | Ярослав Качиньский | Как часть коалиции «Объединённые правые», получившей 27 мест |       |          |         |
| 2024   | Ярослав Качиньский | 3 575 523                                                    | 30,40 | 18 из 53 | ECR     |
| 2024   | Ярослав Качиньский | Как часть коалиции «Объединённые правые», получившей 20 мест |       |          |         |

### Президентские выборы
| Выборы | Кандидат                     | 1-й тур   | 1-й тур | 2-й тур    | 2-й тур | Результат |
| Выборы | Кандидат                     | Голосов   | %       | Голосов    | %       | Результат |
| ------ | ---------------------------- | --------- | ------- | ---------- | ------- | --------- |
| 2005   | Лех Качиньский               | 4 947 927 | 33,10   | 8 257 468  | 54,04   | Победа    |
| 2010   | Ярослав Качиньский           | 6 128 255 | 36,46   | 7 919 134  | 46,99   | Поражение |
| 2015   | Анджей Дуда                  | 5 179 092 | 34,76   | 8 630 627  | 51,55   | Победа    |
| 2020   | Анджей Дуда (Поддержан)      | 8 450 513 | 43,50   | 10 440 648 | 51,03   | Победа    |
| 2025   | Кароль Навроцкий (Поддержан) | 5 790 804 | 29,54   | 10 606 877 | 50,89   | Победа    |